# Питу, Пьер
Пьер Питу́ (фр. Pierre Pithou; 1 ноября 1539, Труа — 1 ноября 1596, Ножан-сюр-Сен) — французский адвокат, историк, правовед, писатель-сатирик.

## Биография
С детства имел склонности и способности к литературе, которые были поддержаны его отцом Пьером (1496—1556). В 1560 году стал членом Парижской коллегии адвокатов. После начала второй религиозной войны (между католиками и протестантами) в 1567 году Питу, бывший кальвинистом, бежал в Седан и затем в Базель (Швейцария), откуда возвратился во Францию после подтверждения Сен-Жерменского эдикта. В скором времени он сопровождал герцога де Монморанси в дипломатической миссии последнего в Англию, вернувшись на родину незадолго до резни в день Св. Варфоломея, в ходе которой чудом сумел спастись от расправы. В следующем году он последовал примеру Генриха Наваррского, отказавшись от протестантской веры и перейдя в католичество. Генрих вскоре после своего вступления на французский престол признал способности и заслуги Питу, назначив его на различные посты, связанные с судопроизводством. Наиболее важным трудом его жизни стало его участие в написании так называемой «Менипповой сатиры» (1593), публикация которой нанесла много вреда Католической лиге; речь Sieur d’Aubray обычно приписывается его авторству. Его обширная библиотека, в особенности богатая манускриптами, в значительной степени стала частью Национальной библиотеки в Париже.
Питу написал большое количество юридических и исторических книг помимо подготовки изданий сочинений нескольких древних авторов. Его первой публикацией стала «Adversariorum subsectorum lib. II.» (1565). Его работа «Leges Visigothorum» (Вестготская правда; 1579) иногда называется его наиболее значимым вкладом в историческую науку; кроме того, в 1588 году он редактировал «Capitula» Карла Великого, Людовика I Благочестивого и Карла Лысого, а также помог своему брату Франсуа (фр. François Pithou) в подготовке издания фр. Corpus juris canonici (1687). Его «Libertes de l’eglise gallicane» (1594) была переиздана в его же «Opera sacra juridica his orica miscellanea collecta» (1609). Питу считается в истории классической литературы первым, кто познакомил читающую публику с баснями Федра (1596); также он редактировал «Pervigilium Veneris» (1587), равно как сатиры Ювенала и Персия (1585).

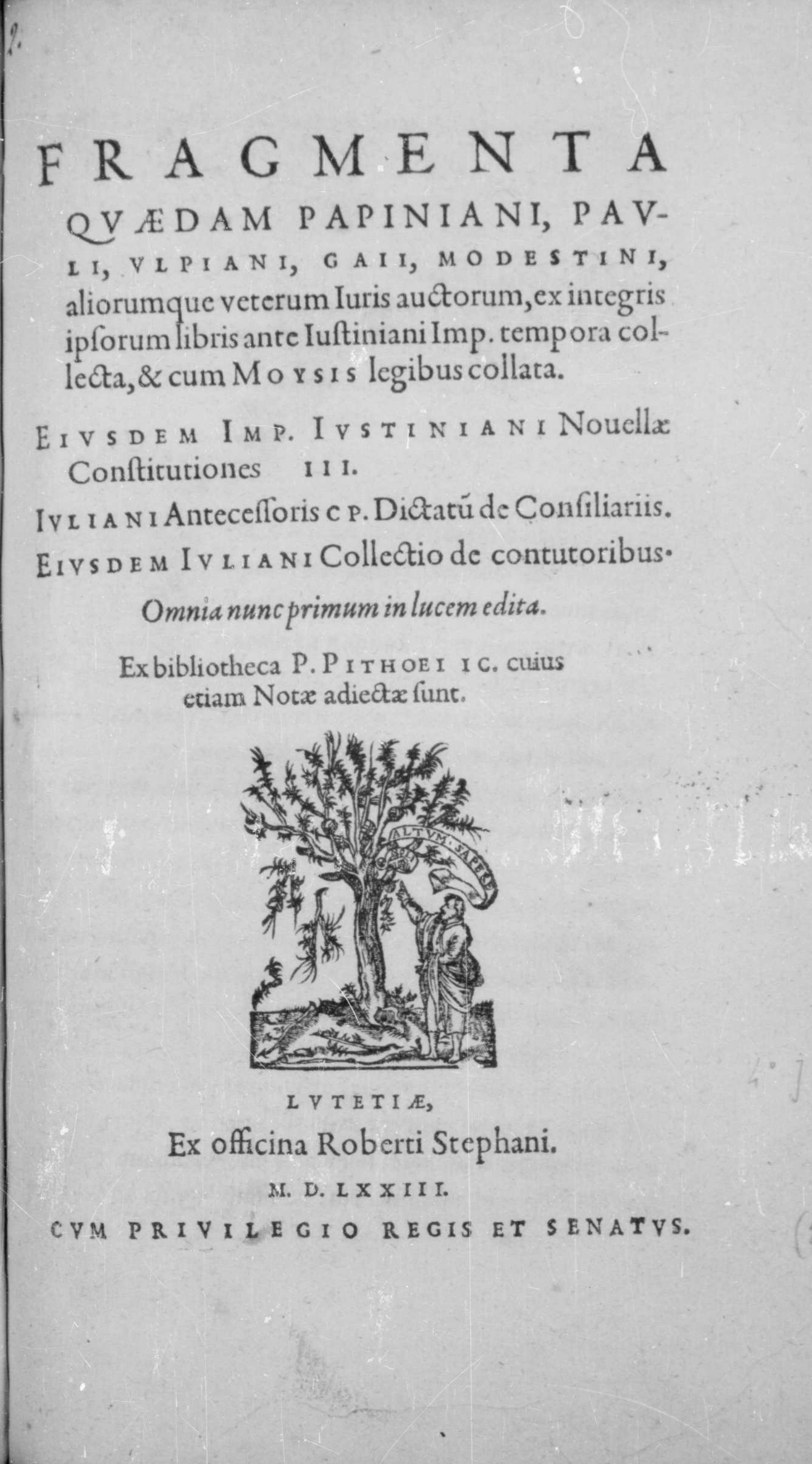
Fragmenta quaedam Papiniani, Pauli, Ulpiani, Gaii, Modestini, aliorumque veterum iuris auctorum, 1573
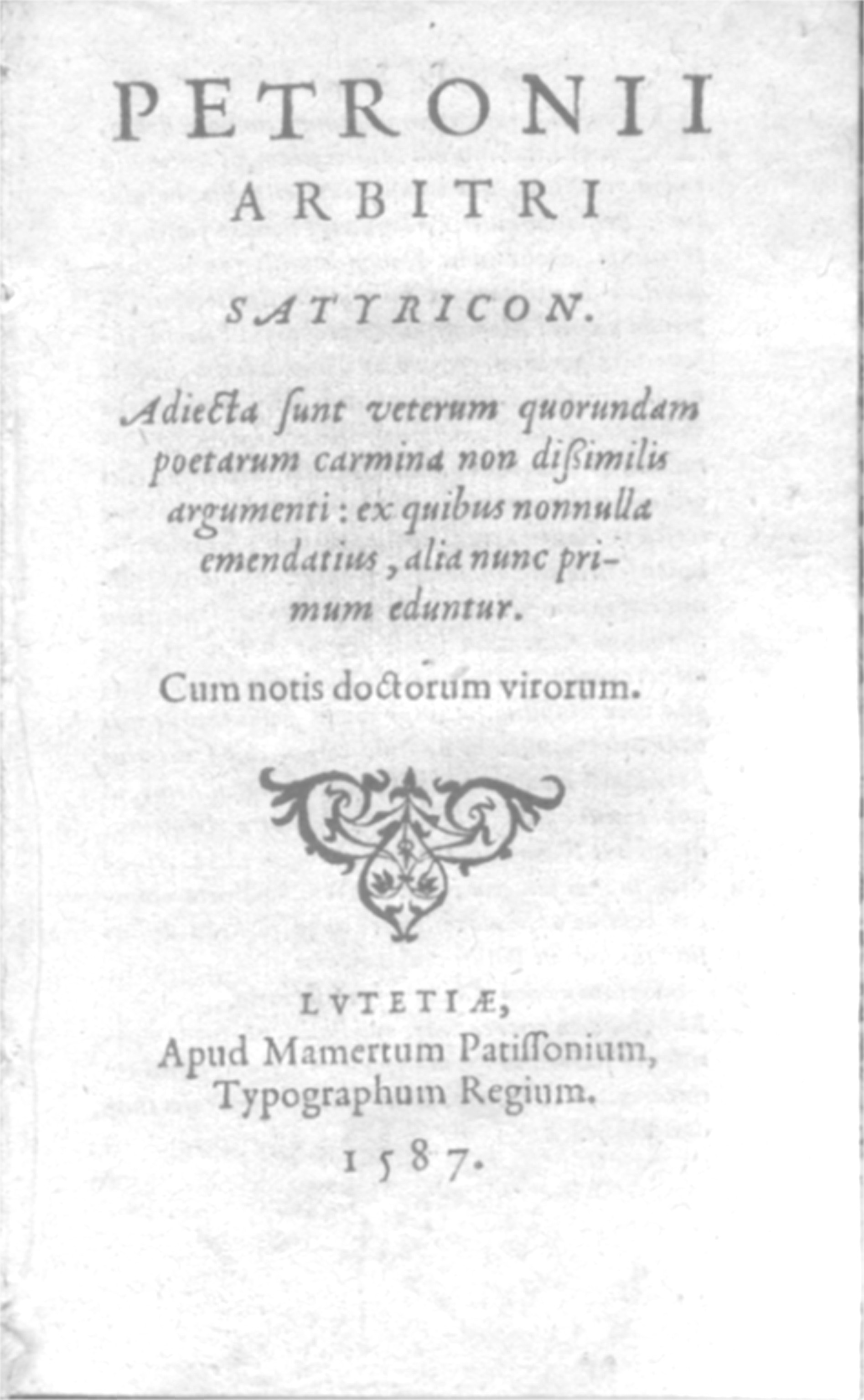
Satyricon (1587).

## Семья
Трое братьев Питу также получили известность как юристы: Жан (англ. Jean Pithou; 1524—1602), автор «Traite de police et du gouvernement des republiques» и, в соавторстве с его братом-близнецом Николя (англ. Nicolas Pithou; 1524—1598), «Institution du mariage chretien», а также Франсуа (1543—1621), автор «Glossarium ad libros capitularium» (1588), «Traite de l’excommunication et de l’interdit, &c». (1587).
- Эта статья (раздел) содержит текст, взятый (переведённый) из одиннадцатого издания «Британской энциклопедии», перешедшего в общественное достояние.